# Plaridel
Plaridel, antes conocido como Langarán, es un municipio filipino de tercera categoría, situado al norte de la isla de Mindanao. Forma parte de la provincia de Misamis Occidental situada en la Región Administrativa de Mindanao del Norte en cebuano Amihanang Mindanaw, también denominada Región X. 
Para las elecciones está encuadrado en el primer distrito electoral.

## Geografía

### Barrios
El municipio  de Plaridel se divide, a los efectos administrativos, en 33 barangayes o barrios, conforme a la siguiente relación:
| - Agunod - Bato - Buena Voluntad - Calaca-án - Cartagena ILISA - Catarmán - Cebulín - Clarín | - Danao - Deboloc - Divisoria - Looc del Este - Ilisán - Katipunán - Kauswagan - Lao | - Lao Santa Cruz - Looc - Mamanga Daku - Mamanga Gamay - Mangidkid - Nueva Cartagena - Nuevo Look - Población del Norte | - Panalsalán - Puntod - Quirino - Santa Cruz - Looc del Sur - Población del Sur - Tipolo - Unidos - Usocán |  |

### Comunicaciones

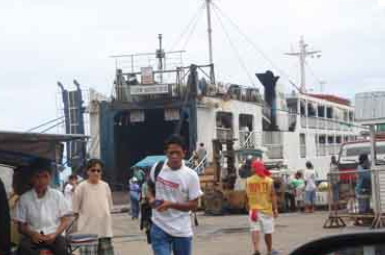
puerto de Looc.

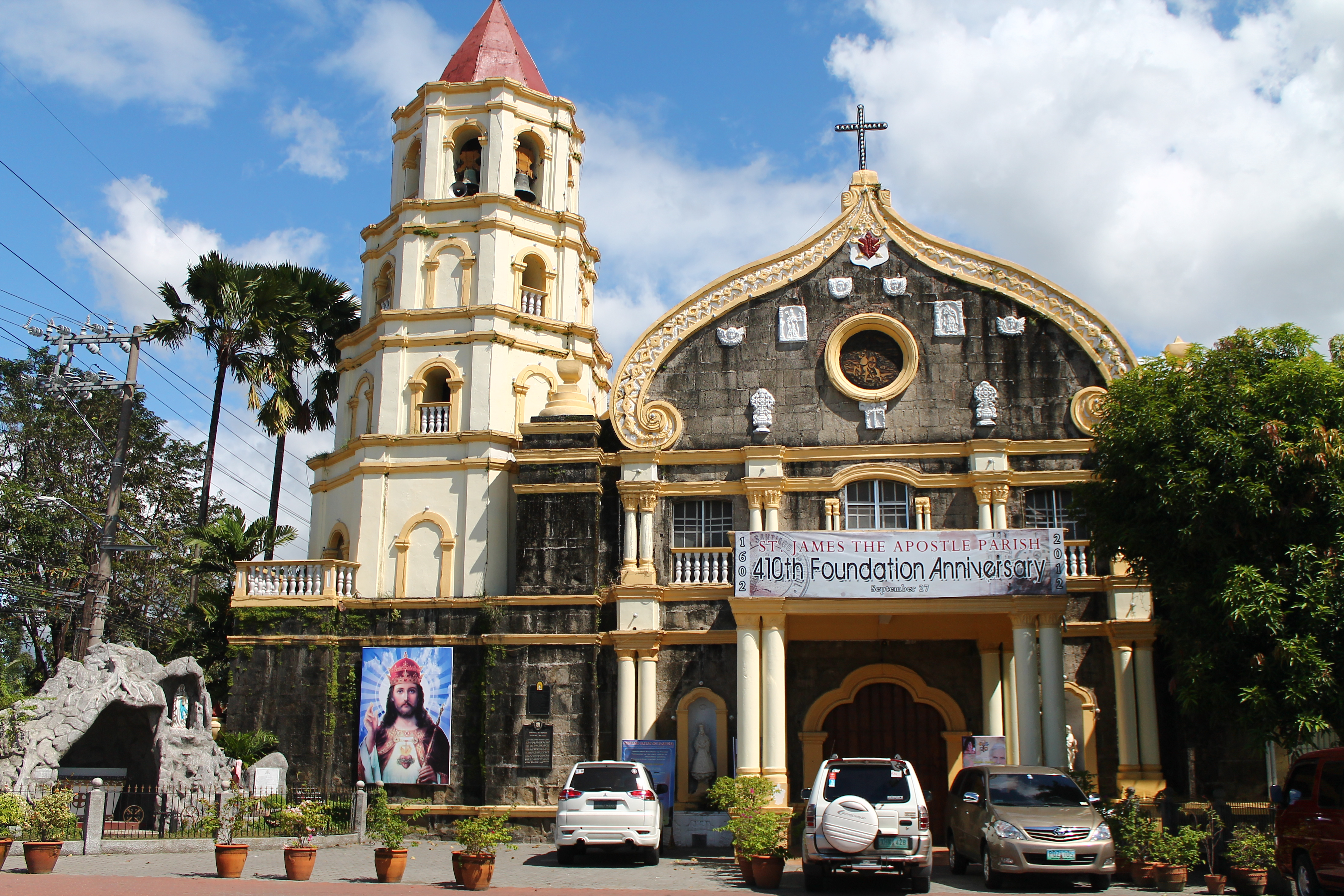
La iglesia de Santiago Apóstol en Plaridel durante los festejos del 410.º aniversario de su fundación.

Accesible desde Manila por vía aérea a través del aeropuerto Dipolog de Ozamis situado a 68 km de distancia.
Cuenta con un puerto de mar en el barrio de  Looc bien protegida de los fuertes vientos.
Un barco de pasajeros viaja a Cebú, vía Siquijor y Tagbilaran, tres veces a la semana.
En Ozamiz hay servicio de barco diario a Cebú.

## Historia

### Influencia española
La provincia de Misamis, creada en 1818, formaba parte de la Capitanía General de Filipinas (1520-1898). Estaba dividida en cuatro partidos.
El Partido de Misamis comprendía los fuertes de Misamis y de Iligán además de Luculán e Initao.

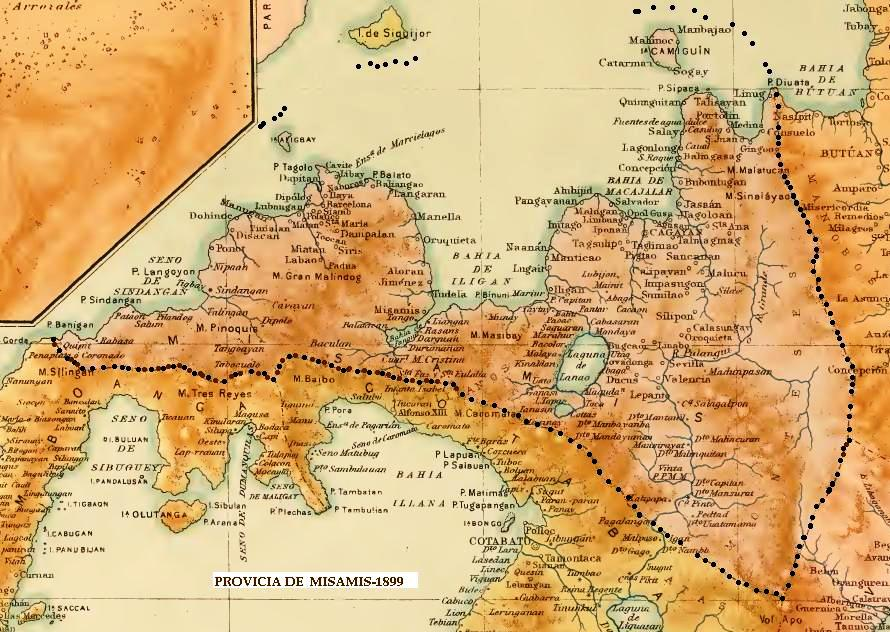
El distrito 2.º de Misamis en 1899.

A principios del siglo XX la isla de Mindanao se hallaba dividida en siete distritos o provincias, uno de los cuales era el distrito 2.º de Misamis, su capital era la villa de Cagayán de Misamis y del mismo dependía la comandancia de Dapitan.
Uno de sus pueblos era Langarán que entonces contaba con una población de 12.219 almas, 11.310  según Govantes, con su visita de Baliangao.

### Ocupación estadounidense
La provincia fue establecida el 15 de mayo de 1901.
Plaridel se convirtió en municipio en 1907 y como tal figura en la División Administrativa de Filipinas de 1916, pero si en el plano del censo de 1918.
Su nombreproviene  del río que lo baña.
El 2 de noviembre de 1929, durante la ocupación estadounidense de Filipinas, la  Misamis fue dividida en dos provincias: Misamis Oriental y Misamis Occidental.
Misamis Occidental comprende nueve municipios: Baliangao, López Jaena, Tudela, Clarín, Plaridel, Oroquieta, Alorán, Jiménez y Misamis.